# Armeria pseudoarmeria
Armeria pseudoarmeria é uma espécie de planta com flor pertencente à família Plumbaginaceae. Trata-se de uma espécie hemicriptófita cujos habitats preferenciais são áreas rupícolas, dando-se a sua floração entre Março e Junho.
A autoridade científica para a espécie é (Murray) Mansf., tendo sido publicada em Repert. Spec. Nov. Regni Veg.00 47: 140. 1939
Encontra-se protegida por legislação portuguesa/da Comunidade Europeia, nomeadamente pelos anexos II e IV da Directiva Habitats e pelo anexo I da Convenção de Berna.
O seu nome comum é cravo-romano.

## Distribuição
Trata-se de uma espécie endémica de Portugal continental.

## Sinonímia
Segundo o The Plant List, esta espécie tem os seguintes sinónimos:
- Armeria cephalotes Hoffmanns. & Link
- Armeria formosa H.Vilm.
- Armeria globosa Link ex Boiss.
- Armeria grandiflora Boiss.
- Armeria latifolia Willd. - ilegítimo
- Armeria plantaginea Webb

A Flora Digital de Portugal aponta a seguinte sinonímia:
- Armeria latifolia Willd.
- Armeria maritima Willd. subsp. pseudarmeria (Murray) Bernis
- Statice pseudarmeria Murray